# Хейнал

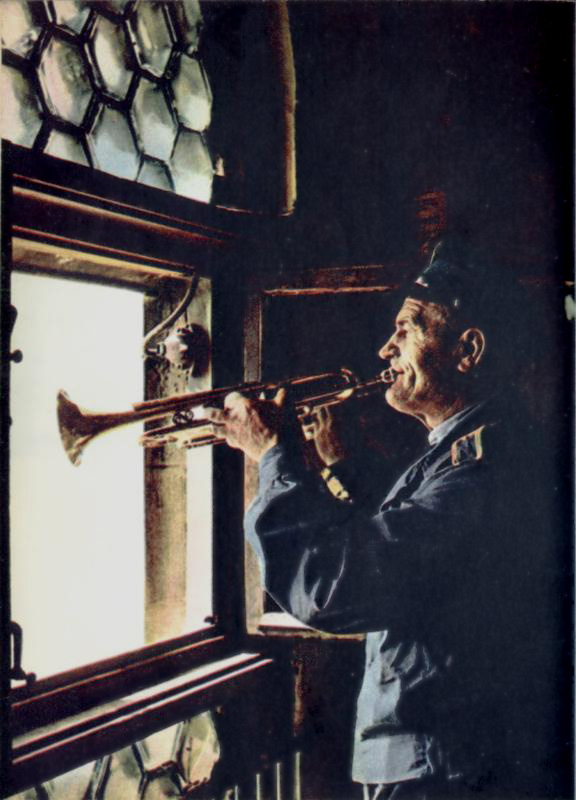
Трубач, играющий хейнал (Краков)

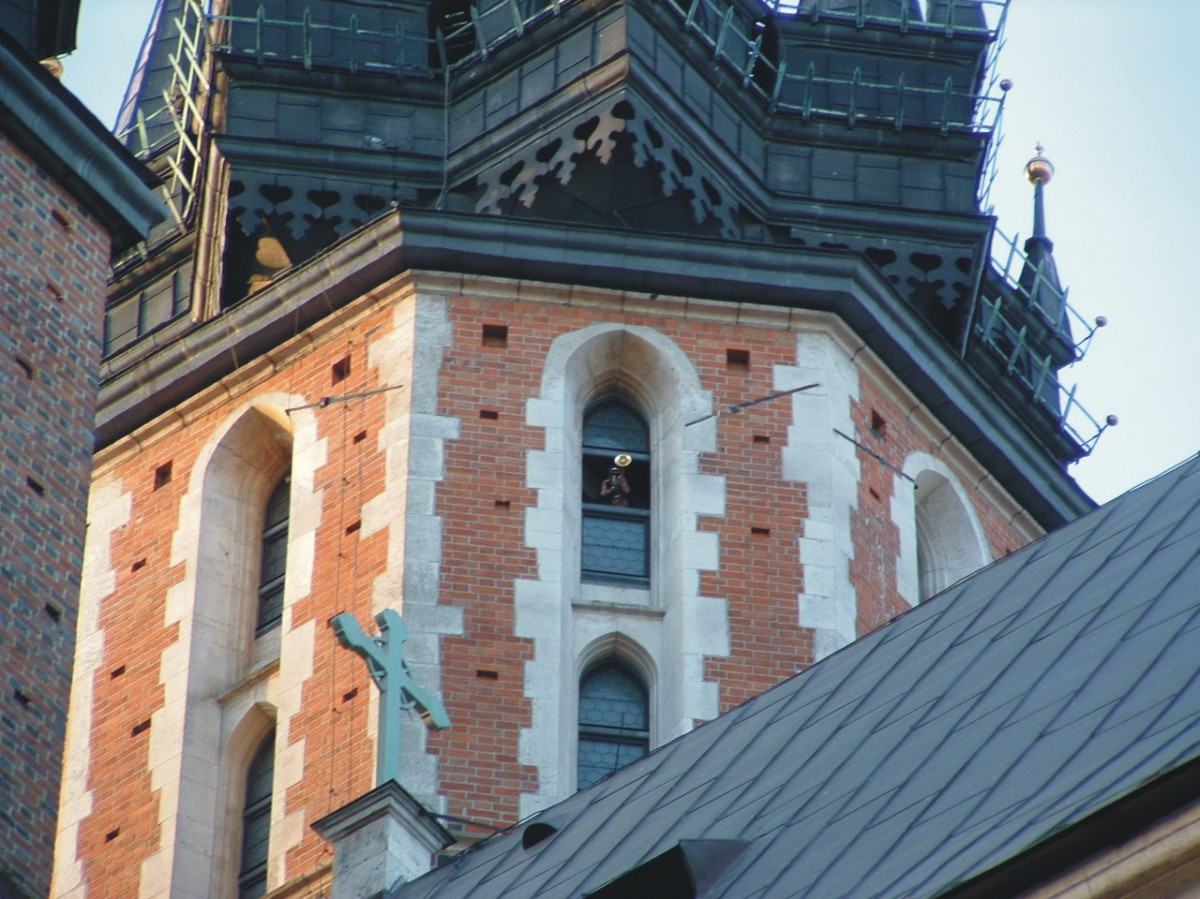

Хейнал (от венг. hajnal «утро») — сигнал точного времени, раздающийся каждый час с башни Мариацкого костёла в Кракове. Ранее (с XIV века) — сигнал о пожаре или о грозящем городу нападении врагов, который подавали караульщики с самой высокой башни костёла.

## История

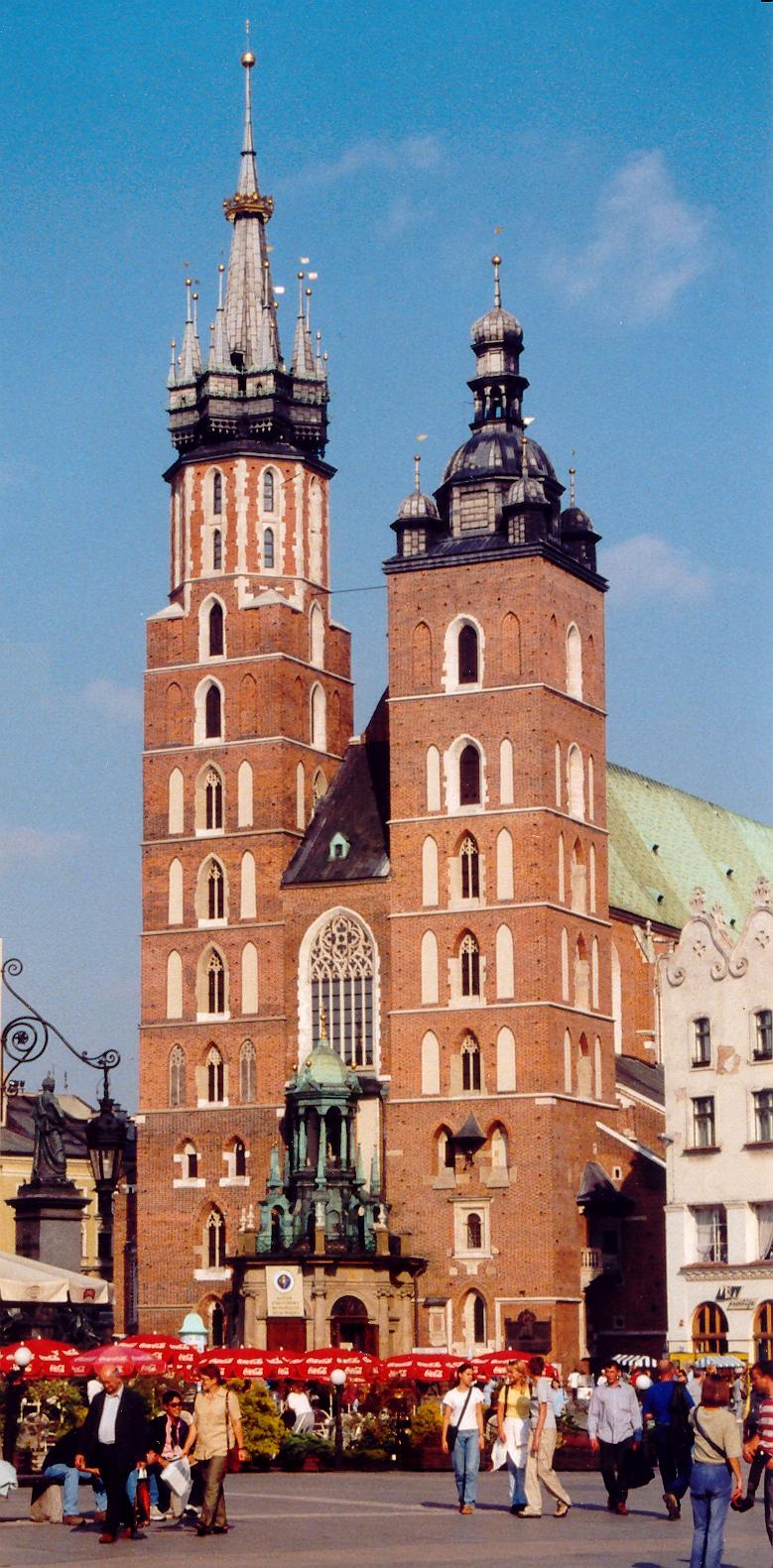
Мариацкий костёл (Краков)

Слово «хейнал» венгерского происхождения и переводится как «утро»: раньше этот сигнал, помимо упомянутых функций, служил призывом к побудке.
Ныне сигнал, в соответствии с традицией, подаёт трубач, появляющийся каждый час наверху башни Мариацкого костёла и дудящий хейнал на все стороны света.
В 1926 году на башне костёла были установлены трансмиссионные микрофоны.
И, если ежечасно хейнал слышен только в Кракове, то в полдень он разносится уже по всей Польше: его транслирует первая программа национального радио. Ныне эта мелодия является позывными Краковской астрономической обсерватории как сигнал точного времени.
В связи с подачей такого сигнала в Кракове возникла легенда: однажды трубач, увидев приближающуюся вражескую конницу, стал трубить тревогу, но пал, сраженный татарской стрелой, вонзившейся ему в горло. Вовремя предупреждённые горожане сумели не только отбить атаку, но и захватили богатые трофеи, а хейнал с тех пор заканчивается на той самой ноте, на которой оборвалась жизнь воина-героя.
Хейнал является одним из символов Польши — его мелодию протрубил польский горнист капрал Эмиль Чех 18 мая 1944 в честь победы над немецкими войсками в битве под Монте-Кассино.
А 11 июня 2000 года хейнал был занесён в Книгу рекордов Гиннесса как мелодия, которую сыграли одновременно примерно 2000 трубачей, съехавшихся со всего мира.

## Хейнал в литературе
В детективе Иоанны Хмелевской «Подозреваются все» звучащий в полдень хейнал помогает восстановить цепь событий, сопутствующих убийству одного из героев: «Не так просто было соотнести время с живым Тадеушем. Мы помнили, что Лешек вернулся из города как раз тогда, когда звучал хэйнал, а он, как известно, передаётся по радио ровно в двенадцать. А в полдвенадцатого Ядвига спрашивала у меня, который час. Покойный Столярек скандалил в нашей комнате по поводу своей смерти между вопросом Ядвиги и возвращением Лешека».
Хейнал упoминaeтся в песне Булата Окуджавы «Прощание с Польшей», обращённой к Агнешке Осецкой: «Когда трубач над Краковом возносится с трубою — хватаюсь я за саблю с надеждою в глазах... Над Краковом убитый трубач трубит бессменно, любовь его безмерна, сигнал тревоги чист...»
Упoминaeтся в песне «Почитай старших» российского рэп-исполнителя Noize MC.
В рассказе Ксаверия Прушиньского «Трубач из Самарканда» описывается верование жителей города, что они являются потомками тех татар, которые убили трубача в Кракове, и оттого на них лежит проклятье. Чтобы снять проклятье, они попросили польских солдат, которые оказались в Самарканде в годы Второй мировой войны, сыграть хейнал на площади. Таким образом, прерванная мелодия была закончена и проклятье снято.